# Łukasz Wiśniowski
Łukasz Wiśniowski (ur. 7 grudnia 1991 w Ciechanowie) – polski kolarz szosowy. Uczestnik mistrzostw świata i Europy. Medalista mistrzostw Polski.

## Osiągnięcia
Opracowano na podstawie:

2008
- 1. miejsce w Tour de la region de Lodz

2009
- 1. miejsce w prologu Pucharu Prezydenta Miasta Grudziądza
- 1. miejsce w Wyścigu Pokoju Juniorów
  - 1. miejsce na 6. etapie
- 8. miejsce w mistrzostwach świata juniorów (jazda indywidualna na czas)

2013
- 1. miejsce na 1. etapie Thüringen-Rundfahrt U23

2014
- 1. miejsce w Kattekoers
- 1. miejsce na 4. etapie Tour de Normandie
- 1. miejsce w Circuit des Ardennes
- 2. miejsce w Top Compétition

2015
- 3. miejsce w Ronde van Zeeland Seaports
- 1. miejsce na 1. etapie Czech Cycling Tour (jazda drużynowa na czas)

2016
- 1. miejsce na 1. etapie Tour de San Luis (jazda drużynowa na czas)
- 5. miejsce w Kuurne-Bruksela-Kuurne
- 2. miejsce w Driedaagse van West-Vlaanderen

2018
- 2. miejsce w Omloop Het Nieuwsblad
- 8. miejsce w Kuurne-Bruksela-Kuurne

2019
- 1. miejsce na 3. etapie Hammer Stavanger (jazda drużynowa na czas)
- 5. miejsce w Hammer Stavanger (drużynowo)

2020
- 3. miejsce w mistrzostwach Polski (jazda indywidualna na czas)

2021
- 3. miejsce w mistrzostwach Polski (jazda indywidualna na czas)

## Rankingi
| Rok              | 2013 | 2014 | 2015 | 2016 | 2017 | 2018 | 2019  | 2020 | 2021  | 2022  | 2023  |
| ---------------- | ---- | ---- | ---- | ---- | ---- | ---- | ----- | ---- | ----- | ----- | ----- |
| UCI World Tour   |      |      | -    | -    | 374. | 118. |       |      |       |       |       |
| World Ranking    |      |      |      | 316. | 877. | 257. | 1006. | 615. | 1015. | 2511. | 1526. |
| UCI Europe Tour  | 562. | 62.  |      | 157. | 604. | 708. | 722.  | 501. | 754.  | 1535. | -     |
| UCI America Tour | -    | -    |      | 469. | -    | -    |       |      |       |       |       |
|                  |      |      |      |      |      |      |       |      |       |       |       |
| Źródło: UCI      |      |      |      |      |      |      |       |      |       |       |       |